# Noord Building
Le Noord Building, ou Boudewijngebouw, était un complexe d'immeubles de bureaux de style postmoderne situé dans le quartier Nord de Bruxelles, en Belgique.
Il abritait des fonctionnaires du gouvernement flamand jusqu'en 2017 et a été démoli en 2018, après leur déménagement vers le site de Tour et Taxis, pour être remplacé par les Tours Quatuor.

## Localisation
Le « Noord Building » était situé le long du boulevard Baudouin dans le quartier Nord sur le territoire de la Bruxelles, juste en face de la Tour Baudouin (Tour Euroclear) qui est, quant à elle, située sur le territoire de la commune de Saint-Josse-ten-Noode.
Le complexe était entouré du boulevard Baudouin (qui fait partie de la petite ceinture de Bruxelles) au sud, du boulevard Roi Albert II à l'est, de la rue Frère-Orban au nord et de la chaussée d'Anvers à l'est.

## Historique
Le « Noord Building » est conçu pour la Communauté flamande par l'Atelier d'architecture de Genval en collaboration avec les architectes Michel Jaspers, Vander Elst, Polak, René Stapels, Géo Bontinck et Fuyen.
Le 22 octobre 1990, les autorités flamandes s'installent dans le Noord Building, qui est le premier d'une série de bâtiments qu'elles occuperont dans le Quartier Nord,.
Les Flamands prennent l'habitude de l'appeler familièrement « de Schans » (la rampe de saut à ski) à cause de la forme de son pavillon d'entrée semi-circulaire avec son toit en verre incliné.
Lorsque le bail du « Noord Building » avec le Gouvernement flamand expire, celui-ci décide de déménager vers le site de Tour et Taxis : le 28 août 2017, 2 600 fonctionnaires flamands déménagent de six grands bâtiments, dont le Noord Building et le Phœnix Building, vers le nouveau bâtiment Herman Teirlinck construit sur le site de Tour et Taxis,.
Le Noord Building ne répond alors plus aux exigences contemporaines : sa rénovation s'avérant impossible, son propriétaire Befimmo décide de démolir le célèbre « Schans » et de le remplacer par un nouveau complexe : les Tours Quatuor.
La destruction du bâtiment commence en mai 2018,. Le magazine bruxellois Bruzz souligne qu'il est « frappant que "de Schans" ait disparu sans aucune protestation : apparemment personne n'y était attaché et presque personne n'en vantait les mérites, même parmi les amateurs d'architecture ».
Le « Noord Building » est ensuite remplacé par les Tours Quatuor, conçues par le bureau d'architectes Jaspers-Eyers, dont la construction se termine en 2021,,,.

## Architecture
Le complexe de forme rectangulaire réunissait trois tours de forme carrée, reliées entre elles par un grand pavillon d’entrée semi-circulaire avec son toit en verre incliné, qui lui a valu son surnom « de Schans »,.
Le pavillon d’entrée, orienté au sud-est vers le carrefour formé par le boulevard Baudouin et le boulevard Roi Albert II, était couvert d'un vaste toit en verre composé de quatre pans inclinés de pente dégressive.
Les trois tours, placées aux angles du complexe, comptaient chacune dix étages plus un étage de toit.

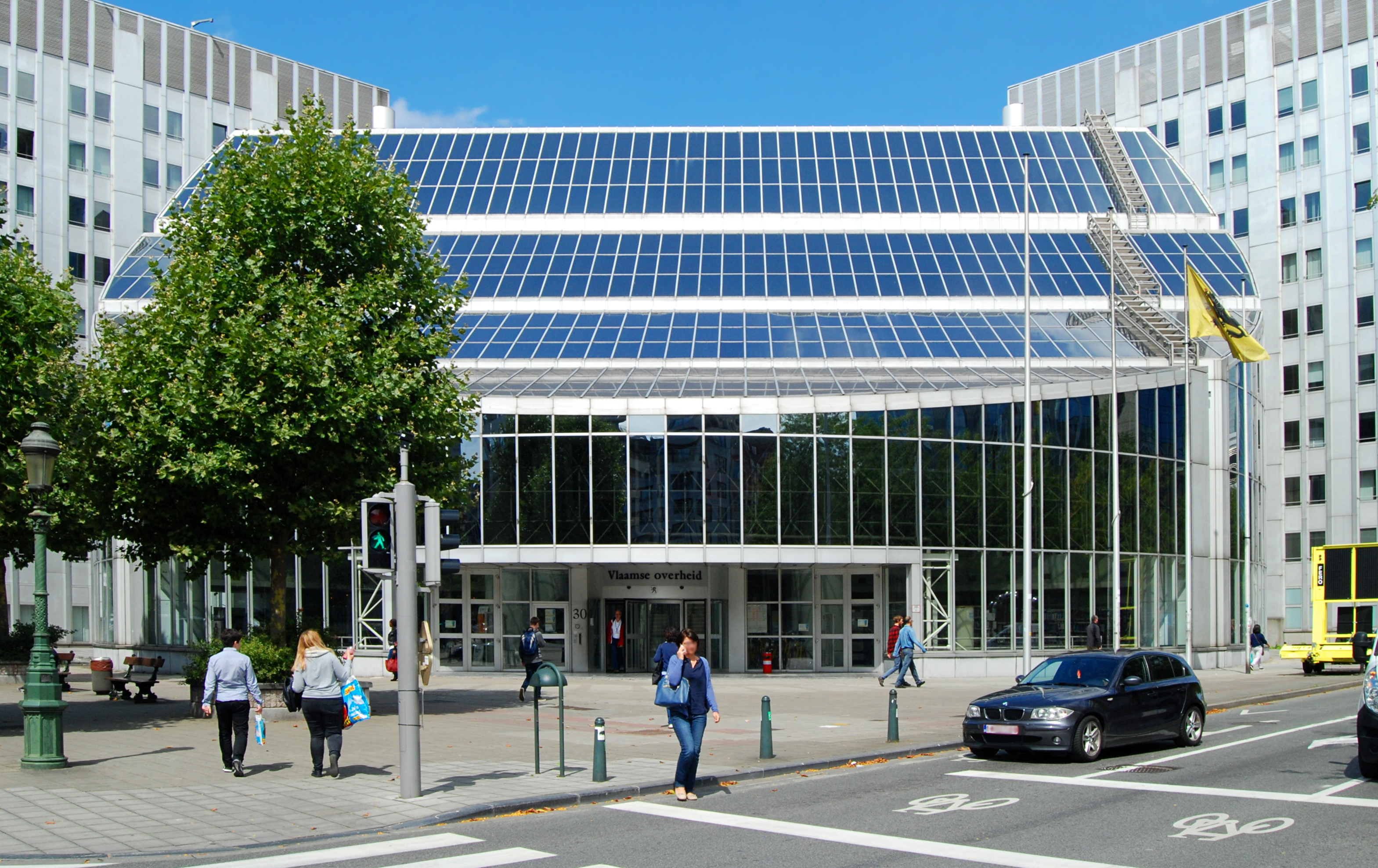
Le pavillon d'entrée, qui a valu à l'édifice son surnom « de Schans ».
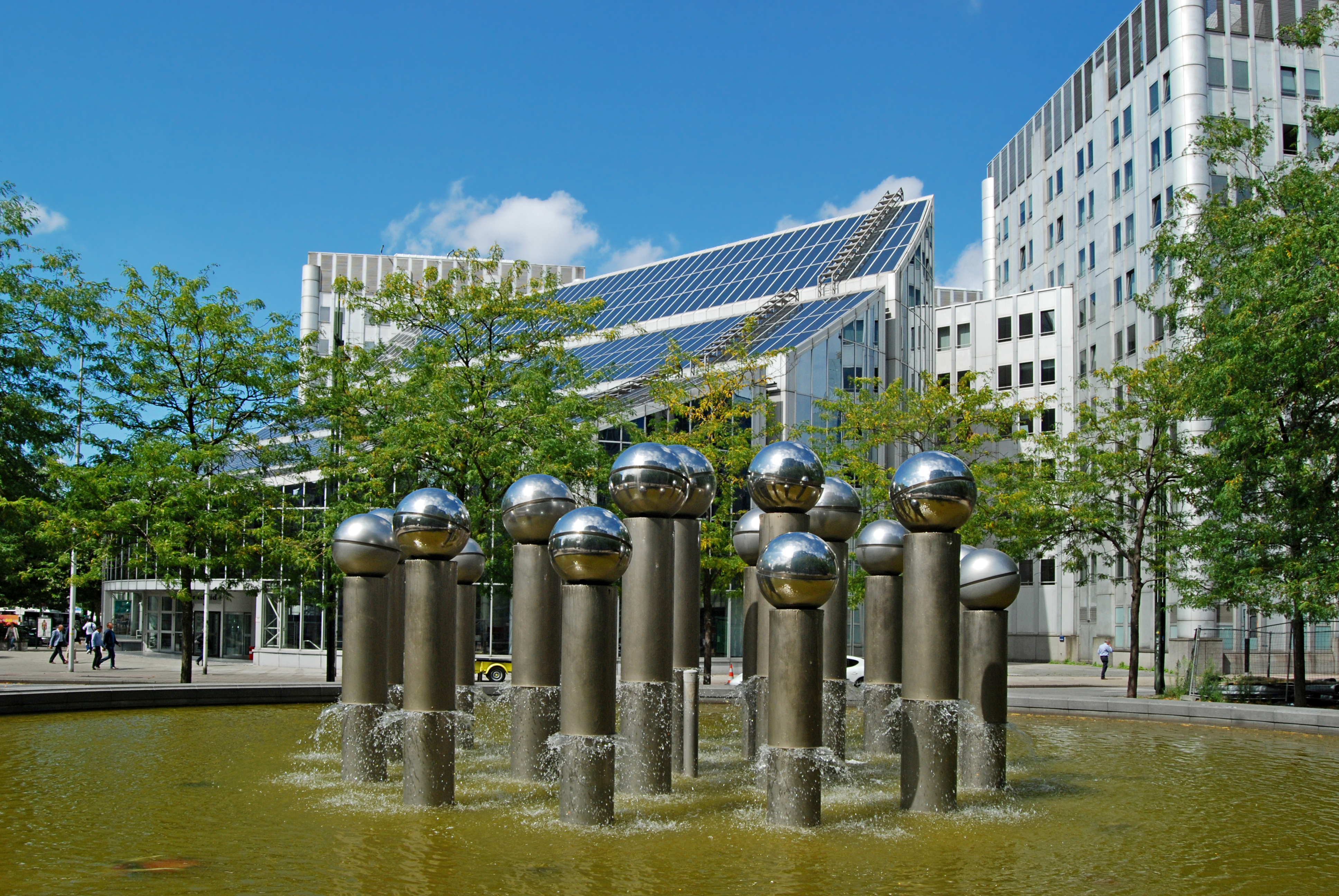
Le complexe vu de l'est.
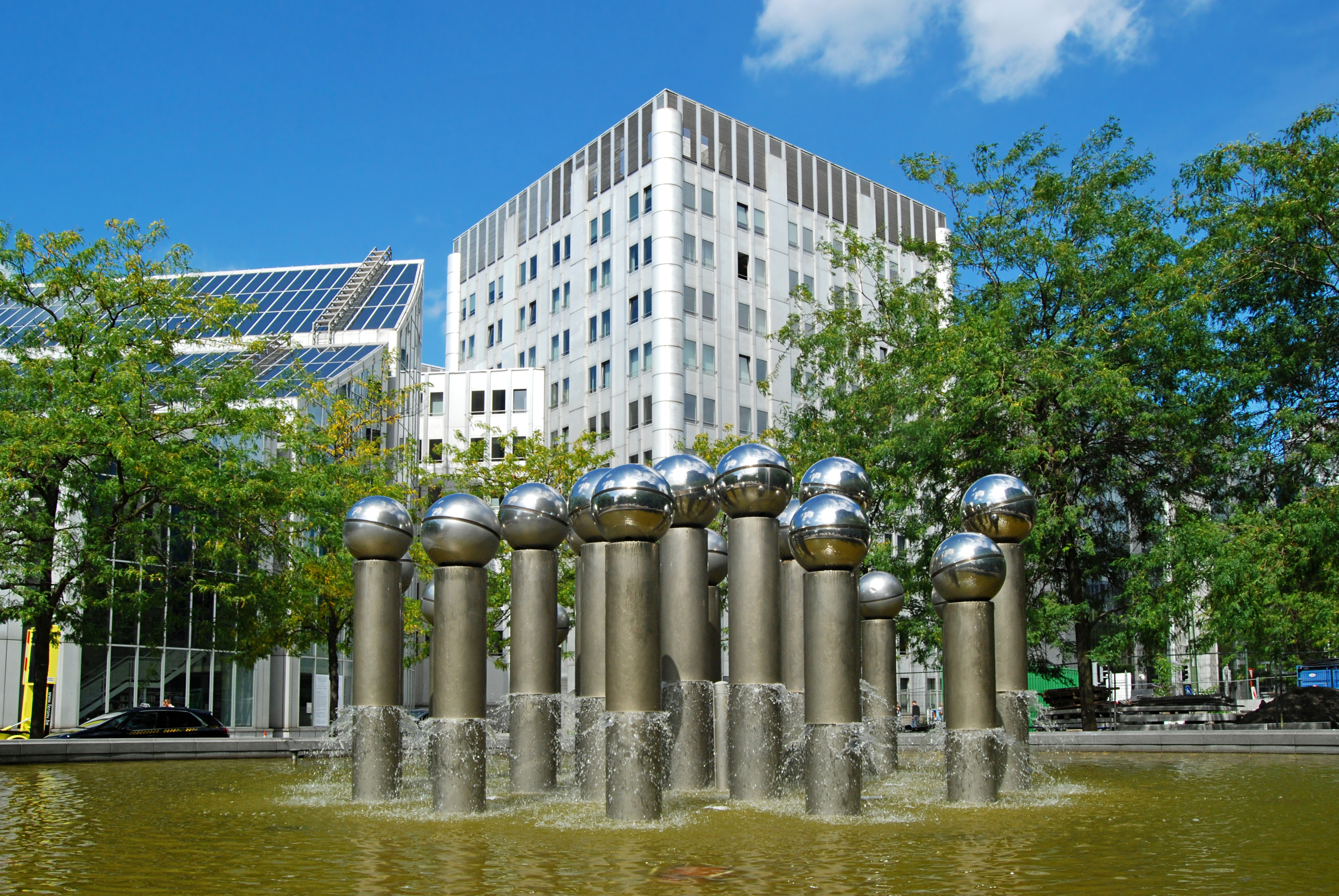
La tour nord-est.

## Art public dans les environs du Noord Building
Au milieu du boulevard du Roi Albert II se dresse une fontaine dont le centre est orné de sculptures de Pol Bury.
Au pied de la Tour Baudouin se dresse une sculpture en bronze intitulée Double Folded Circle Ring réalisée en 1992 par l'artiste américain Fletcher Benton, né en 1931. La sculpture a été fondue par l'atelier Artworks Foundry, basée à Berkeley en Californie.

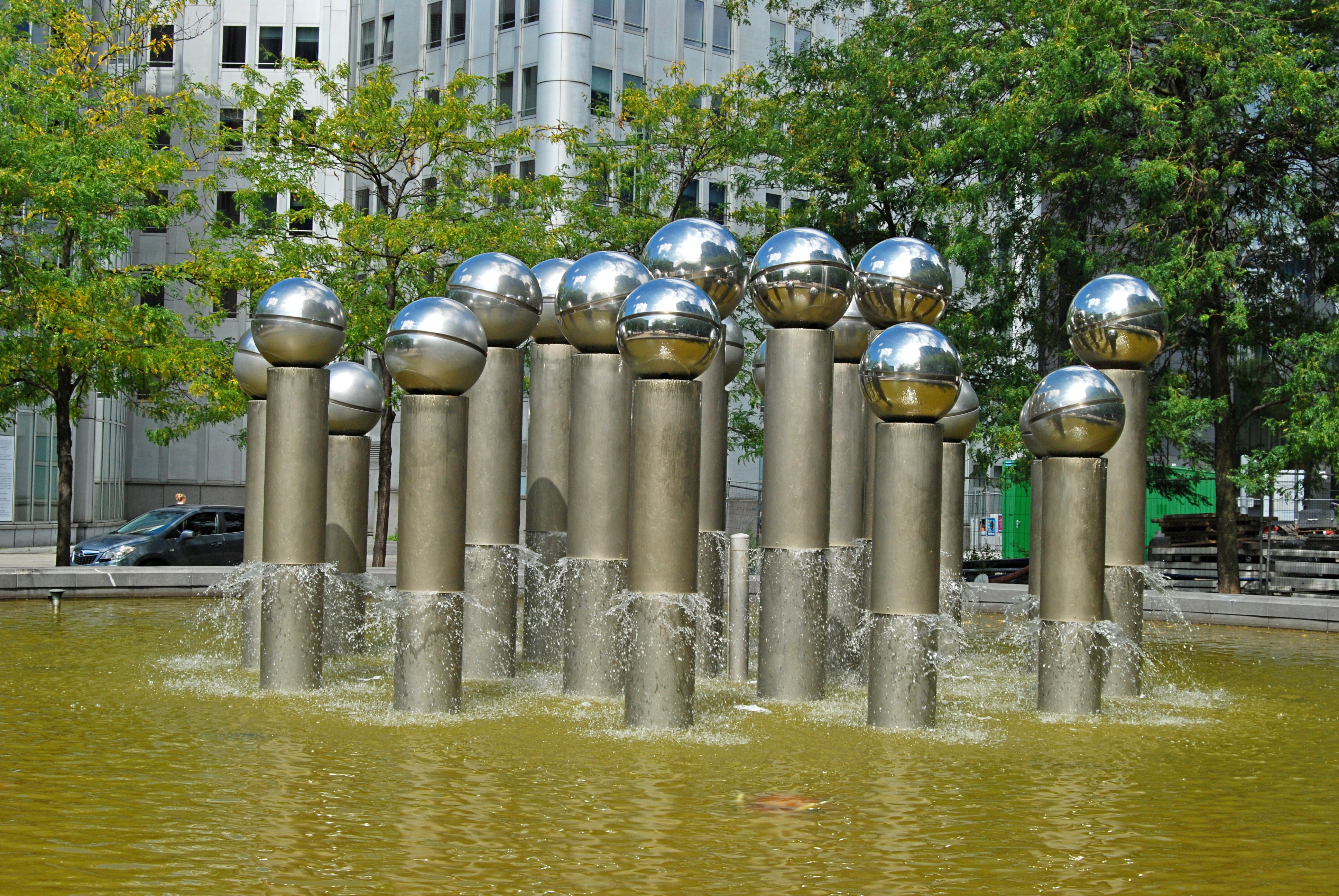
Fontaine Pol Bury.
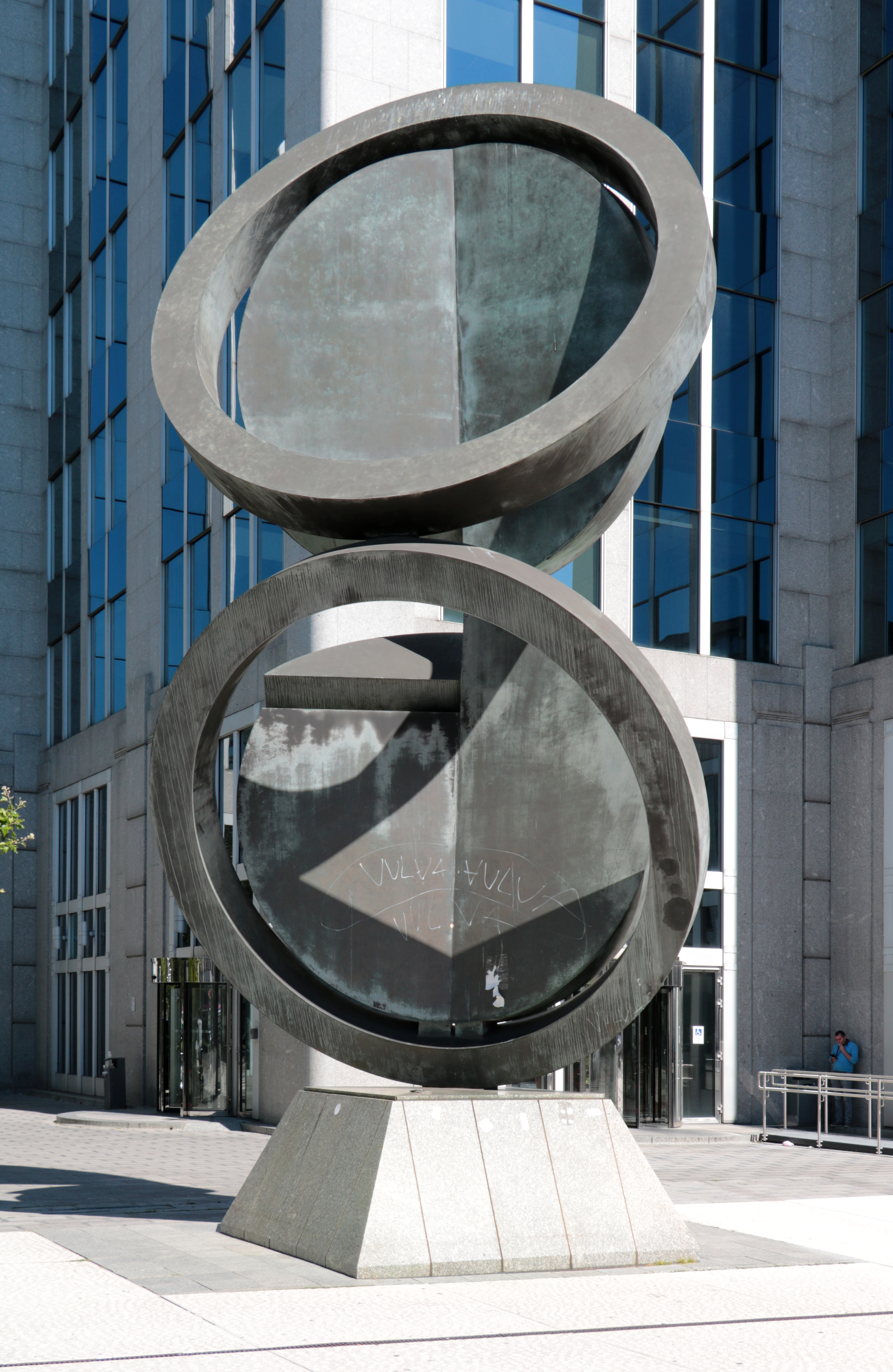
Double Folded Circle Ring.

## Accès
| ___ | Ce site est desservi par la station de métro : Rogier. |

 Ce site est desservi par la station de prémétro Rogier.